# Амиџин конак
Амиџин конак у Крагујевцу је једина сачувана зграда из комплекса дворских објеката Милошевог доба. Конак носи име и Момачки, јер је служио за смештај кнежевих момака из најближе пратње. Представља непокретно културно добро као споменик културе од великог значаја, решењем Завода за научно проучавање споменика културе Београд бр. 446/47, од 28. октобра 1947. године, а категорисана као културно добро од великог значаја за Републику Србију 7. априла 1979.године, Службени Гласник РС, бр. 14/79.
У његовој непосредној близини се налазио конак кнеза Милоша (уништен 1941. године) и Шарени конак, конак кнегиње Љубице (изгорео у пожару 1884. године). Саграђен је у периоду од 1818. до 1822. године за дворско особље на чијем челу је био домостроитељ Кнежевог двора Сима Милосављевић Паштрмац, родом из Паштрме, засеока у Рамаћи. Милош га је звао Амиџа (тур. стриц), па је тако конак добио назив. Паштрмчева породична кућа и данас постоји, у ул. Светозара Марковића 3.
Конак су градили најбољи мајстори тог времена, Јања Михаиловић, Тодор Петровић, мајстор Веселин. Рађен је у балканско-оријенталном духу, у време када је Србија још увек била под турском влашћу и тек стицала аутономију. Сам конак је саграђен на косом терену, тако да се чини као да има некакав полуспрат. Део приземља је ојачан посебном конструкцијом од камена.
На улазна врата је постављен звекир од кованог гвожђа, поред којег су смештени мали прозори, украшени кованим решеткама. На горњем делу се налази трем. Објекат је зидан бондруком, уобичајеним начином грађења у 19. веку. Ентеријер је подељен на осам просторија, које су служиле за смештај и спавање.
Почетак владавине кнеза Милоша је уједно и почетак утемељења једног новог грађења, под јаким утицајем уметности турске империје. Овакав начин градње карактерише одсуство орнамената и минимална украшеност. То се посебно односи на фасаде и прозоре на кућама, који су мање украшавани.